# Broddetorp
Broddetorp is een plaats in de gemeente Falköping in het landschap Västergötland en de provincie Västra Götalands län in Zweden. De plaats heeft 134 inwoners (2005) en een oppervlakte van 19 hectare.